# سينما النيجر
بدأت سينما النيجر في الأربعينيات من القرن الماضي مع الفيلم الوثائقي الإثنوغرافي للمخرج الفرنسي جان روش، قبل أن تنمو لتصبح واحدة من أكثر الثقافات السينمائية الوطنية نشاطًا في إفريقيا الفرنكوفونية في الستينيات والسبعينيات من القرن الماضي مع عمل صانعي الأفلام مثل أومارو غاندا ومصطفى ألاسان وجاتا عبد الرحمن. تباطأت الصناعة إلى حد ما منذ الثمانينيات، على الرغم من استمرار إنتاج الأفلام في البلاد، مع وجود مخرجين بارزين في العقود الأخيرة بما في ذلك محمد بكابي وإينوسا أوسيني ومرياما هيما ومصطفى ديوب وراحماتو كيتا. على عكس نيجيريا المجاورة، مع ازدهار صناعة أفلام بالهوسية والإنجليزية، فإن معظم الأفلام النيجرية تُصنع بالفرنسية مع البلدان الفرنكوفونية كسوق رئيسي لها، بينما تملأ أفلام الحركة والأفلام الترفيهية الخفيفة من نيجيريا أو الأفلام الغربية المدبلجة معظم المسارح النيجيرية.